# The Banana Splits Movie
The Banana Splits Movie è un film del 2019 diretto da Danishka Esterhazy.
Film commedia horror statunitense sceneggiato da Jed Elinoff e Scott Thomas, basato sulla serie TV per bambini del 1968 Lo show dei Banana Splits di Hanna-Barbera. La trama segue una famiglia che partecipa allo show dal vivo della serie televisiva The Banana Splits, ma cerca di sopravvivere quando i personaggi animatronici vanno in tilt dopo aver saputo della cancellazione del loro spettacolo, iniziando a dare di matto facendo una carneficina.

## Trama
I Banana Splits sono un quartetto di protagonisti animatoronici, di un TV show per bambini dal vivo, composti da Fleegle il cane, Bingo la scimmia, Drooper il leone e Snorky l'elefante, accompagnati da un attore in carne ed ossa di nome Stevie.
Per il compleanno di Harley, la madre Beth compra cinque biglietti per lui e la famiglia per andare a vedere i Banana Splits. Assieme a Harley, Beth, il mezzo-fratello maggiore Austin e il padre Mitch, si aggrega una compagna di scuola del ragazzo, Zoe. Tra il pubblico dell'episodio figurano anche una ragazza di nome Parker e il suo padre-manager Jonathan e una vivace coppia di influencer, Thadd e Poppy.
Il gruppo arriva alla zona dello show. In quello stesso momento giungono I Banana Splits. a bordo della loro macchina e per poco non investono Harley che si era messo in mezzo alla strada per salutarli. Il tecnico degli animatronici Wondershay, per il rischio che c'è stato è convinto che Drooper il leone che era alla guida, abbia bisogno di una revisione del suo programma e lo collega alla macchina per l'aggiornamento. Il tecnico in tanto manda sul palco gli altri animatronici, affermando che lo show deve continuare. Mentre Drooper è colleganto per l'aggiornamento i dati del computer, da verde diventano rossi e compare la scritta: LO SHOW DEVE CONTINUARE.
Poco prima delle riprese, la direttrice Rebecca riceve direttamente la notizia del cancellamento dello show da parte del nuovo proprietario degli studios, Andy, intenzionato a sostituirlo con uno show più serio, nonostante i buoni ascolti. Quello attuale sarà l'ultimo show. Nella prossima scena il presentatore Steve che si è anche ubriacato, poiché lo show verra chiuse, entrà sul palco, durante il concerto, gli fa uno sgambetto con la chitarra. Tutti credono che faccia parte dello show, ma Harley avendo seguito ogni episodio, conoscendo perfettamente, il comportamento dei suoi idoli animali, comprende che è stato intenzionale e inizia a sospettare che qualcosa di sinistro stia accadendo.  A fine episodio, la conduttrice Paige fa partire il tour del dietro le quinte a coloro con una stella sul biglietto e Austin, facendo colpo su di lei, ottiene dei pass per suo fratello. In tanto Mitch esce per via di un'"importante chiamata", ma quando Beth va a prenderlo, scopre delle foto nel suo cellulare che conferma di un'illecita relazione che ha con la sua segretaria. Mitch ammette apertamente di non essere dispiaciuto che lei lo abbia saputo, dichiarando che Beth era unicamente concentrata su i figli e che tra loro non c'è mai stato niente per poi andarsene lasciando lì, la moglie e il figliastro. Affranta Beth ammette con Austin che lei voleva solo stare con un uomo che avrebbe potuto volere bene ai suoi figli e poter tornare ad essere felici, dopo la morte di suo marito. Intanto, Stevie, avendo sentito la notizia del cancellamento, sbeffeggia i robot del loro imminente smantellamento, solo per essere ucciso da Drooper che gli ficca un grosso lecca lecca di plastica in gola.
Il gruppo in visita si divide: Jonathan e Parker si dirigono dalla direttrice per un provino, ottenendo un secco "no" a causa dell'ovvia pressione che il padre mette sul futuro successo della figlia; Harley e Zoe vanno in cerca del robot di Snorky e i due influencer si fanno una live tra gli oggetti di scena. Durante la live, Thadd si propone a Poppy, ma ecco giungere Fleegle che rompe i loro cellulari, immobilizza Poppy e ficca Thadd in una cassa da prestigiatore che poi si mette a segare, uccidendo il ragazzo.
Poppy riesce a scappare, quando Fleegle si mette a seguire i due bambini. Cercando qualcun altro che possa dare un lancio alla carriera di Parker, Jonathan incappa in Drooper che gli brucia la testa con accendino e spray per capelli, mentre Bingo rapisce la figlia. Neanche Mitch si salva, venendo investito dalla mini auto di Snorky, ma entrambi i due padri sopravvivono.
Mentre gli adulti si riuniscono e scoprono che gli animatronici sono impazziti, questi rinchiudono i tre bambini nel laboratorio di Karl, il vecchio tecnico e creatore dei Banana Splits, nonché colui che ha installato ai quattro il software che ha trasformato le quattro mascotte in assassini. Mentre Karl ripara Bingo, i bambini scappano e intrappolano il folle inventore, ma si ritrovano la strada sbarrata da Snorky, che Harley comprende essere buono e si lascia convincere che non vuole fare loro male. Jonathan e Rebecca, intanto, sono costretti da Fleegle e Drooper a passare per un percorso a ostacoli dello show, venendo uccisi.
Paige, Beth, Austine e Poppy arrivano al laboratorio, dove scoprono una botola che conduce ad un palcoscenico segreto dove tutti coloro giunti a vedere quest'ultimo episodio sono là dentro: adulti morti e bambini incatenati alle tribune. Karl, lasciato nella cella, oltre allo spiegare che questa è la giusta punizione per la cancellazione dello show, si rifiuta di spiegare come fermare le sue creazioni. Tutti entrano nella botola, meno Poppy che nota il costume di un quinto mai realizzato membro dei Banana Splits: Hooty il gufo. Disperata per la morte del suo ragazzo, Poppy indossa il costume e poi uccide Karl.
Giunti al palcoscenico, i tre vedono Snorky portare Harley, Zoe e Parker e incatenarli alle tribune, per poi passargli le chiavi di nascosto, mentre gli altri mettono in scena l'esecuzione, via squartamento, di Andy. Beth e Harley liberano i bambini e, mentre Paige e Austin li portano via, Beth distrugge gli animatronici con l'aiuto di Snorky, il quale "perisce" nell'incendio provocato dalla lotta. Avvertita la polizia tutti tornano a casa propria, meno Mitch che rimane appiedato e viene di nuovo investito (e ucciso) dalla macchina di Snorky, guidata da Poppy-Hooty, il quale sta trasportando sul retro i resti dei suoi "fratelli" robot.

## Produzione
Il 19 febbraio 2019, Warner Bros. aveva annunciato che sta collaborando con Blue Ice Pictures per la produzione di un adattamento cinematografico della serie televisiva Lo show dei Banana Splits, che si svolgerà in un ambiente simile all'orrore, previsto per la prima al Comic-Con di San Diego per il 18 luglio 2019.

## Distribuzione
Il 12 agosto 2019 il film è stato distribuito in DVD e Blu-ray. Il film è stato valutato R dalla Motion Picture Association of America per "violenza orrore e Splatter", cosa che lo rese il primo adattamento cinematografico di un Hanna-Barbera o Sid e Marty Krofft a ricevere questa classificazione.

## Accoglienza
Pur avendo ricevuto recensioni generalmente positive dalla critica, è stato spesso criticato dai fan dello show originale; molti l'hanno paragonato a Five Nights at Freddy's, il popolare videogioco horror a tema animatronici di cui la Warner Bros. doveva originariamente fare un film, prima del ripensamento dell'autore. Patrick Stump e i Fall Out Boy hanno composto la colonna sonora del film, così come la sua versione della colonna sonora di The Banana Splits.

### Incassi
The Banana Splits Movie ha incassato circa 184 000 dollari dalle vendite di DVD e Blu-ray.